# Otó de Lotaríngia
Otó de Verdun, mort el 944, va ser comte de Verdun i duc de Lotaríngia.
No se saben gaires coses d'aquest comte i duc. Sembla ser fill de Ricuí de Verdun i d'una primera esposa. La seva mare podria ser de la família dels Liudolfings, el que explicaria el seu nom i per què, els reis de Germània li van confiar la Lotaríngia. Hauria succeït al seu pare al comtat de Verdun vers el 923.
Entre 940 i 942, Otó I, rei de Germània li va donar el ducat de Lotaríngia, així com la custòdia d'Enric, fill de l'antic duc Gislebert de Lotaríngia. Va morir el 944, poc abans d'Enric.